# Bror Mellberg
Bror Lars Astley Mellberg (Ambjörby, Suecia, 9 de noviembre de 1923-ibídem, 8 de septiembre de 2004) fue un futbolista, dirigente deportivo y empresario sueco. En su etapa como jugador profesional se desempeñaba como delantero.
Fue vicepresidente del AIK Fotboll desde 1969 hasta 1979. Como empresario, su trabajo principal era el negocio de estaciones de servicio y talleres. Más tarde, cambió a la construcción y ayudó a construir el centro comercial Solna Centrum, donde continuó haciendo negocios hasta los 75 años de edad.

## Selección nacional
Fue internacional con la selección sueca en 6 ocasiones y convirtió 2 goles. Disputó dos Copas del Mundo, obteniendo el tercer lugar en 1950 y siendo subcampeón en 1958.

### Participaciones en Copas del Mundo
| Mundial                        | Sede   | Resultado    | Partidos | Goles |
| ------------------------------ | ------ | ------------ | -------- | ----- |
| Copa Mundial de Fútbol de 1950 | Brasil | Tercer lugar | 2        | 1     |
| Copa Mundial de Fútbol de 1958 | Suecia | Subcampeón   | 2        | 0     |

## Clubes
| Club                   | País    | Año       |
| ---------------------- | ------- | --------- |
| Karlstad BK            | Suecia  | 1947-1948 |
| AIK Fotboll            | Suecia  | 1948-1950 |
| Genoa CFC              | Italia  | 1950-1952 |
| Toulouse FC            | Francia | 1952-1953 |
| Red Star FC            | Francia | 1953-1956 |
| FC Sochaux-Montbéliard | Francia | 1956-1957 |
| AIK Fotboll            | Suecia  | 1957-1961 |

## Palmarés

### Distinciones individuales
| Distinción                       | Año  |
| -------------------------------- | ---- |
| Máximo goleador de la Division 2 | 1953 |